# Affaire des assistants parlementaires du Front national au Parlement européen
Ne doit pas être confondu avec l'affaire Jeanne.
Le texte peut changer fréquemment, n’est peut-être pas à jour et peut manquer de recul. 
Le titre et la description de l'acte concerné reposent sur la qualification juridique retenue lors de la rédaction de l'article et peuvent évoluer en même temps que celle-ci.

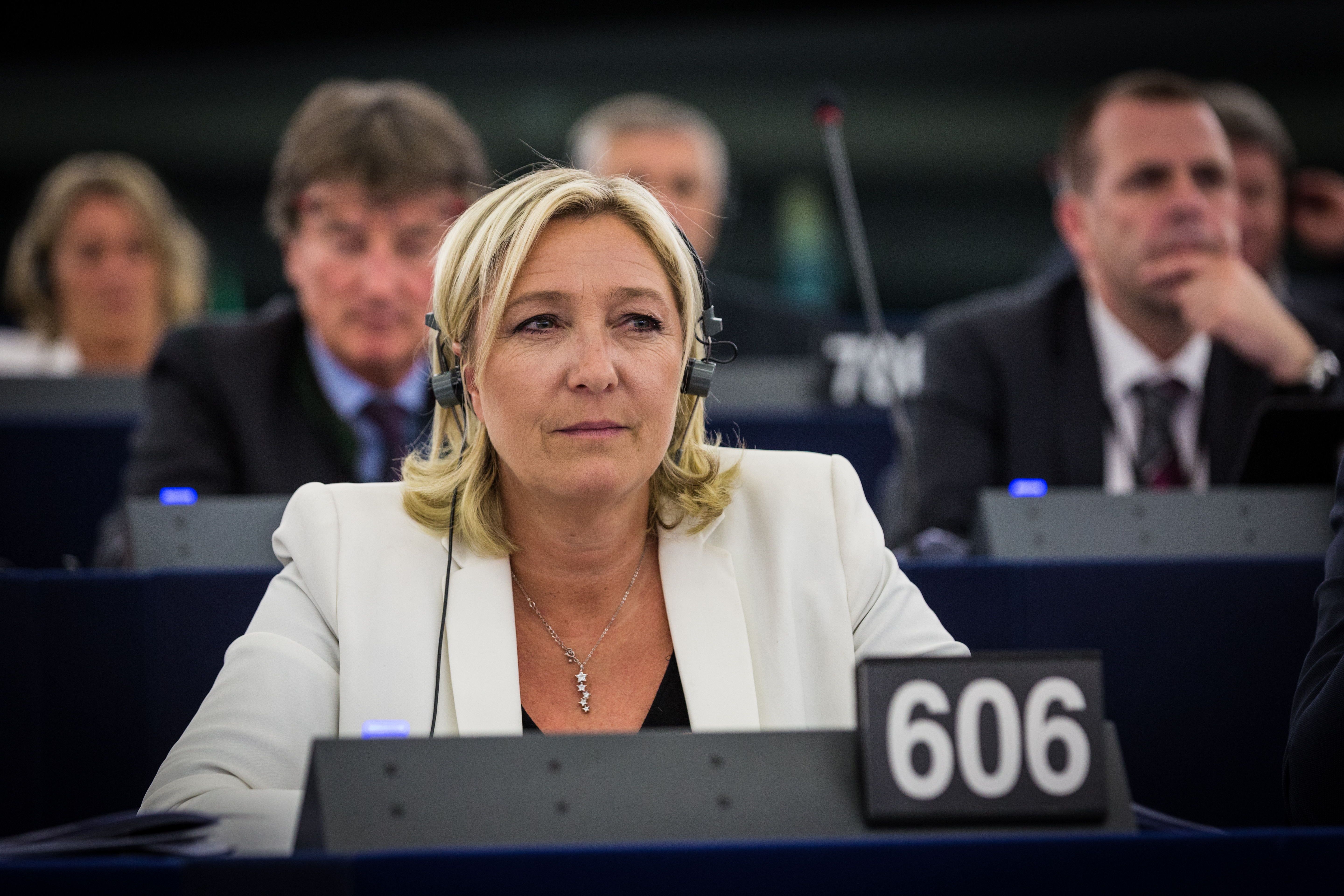
Marine Le Pen au Parlement européen, en 2014.

L'affaire des assistants parlementaires du Front national au Parlement européen est une affaire politique et judiciaire portant sur des détournements de fonds publics concernant les assistants parlementaires des députés européens du parti français Front national (FN) (devenu le « Rassemblement national » (RN) le 1er juin 2018) siégeant au Parlement européen entre 2004 et 2016. Cette affaire commence en 2014.
Certains députés européens RN auraient employé des assistants parlementaires pour servir les intérêts de leur parti plutôt que les dossiers européens. Parmi les personnalités mises en examen par la justice française pour détournement de fonds publics ou complicité pour ce délit, figurent notamment Marine Le Pen, Jean-Marie Le Pen, Wallerand de Saint-Just, Nicolas Bay, Julien Odoul et Louis Aliot. En revanche, Jordan Bardella, bien qu'assistant parlementaire en 2015 de l'eurodéputé RN Jean-François Jalkh, n'est pas inquiété dans cette affaire.
Le procès se tient en 2024 avec un jugement rendu le 31 mars 2025. Marine Le Pen et huit autres eurodéputés sont condamnés pour détournement de fonds publics, douze assistants parlementaires sont condamnés pour recel de détournement de fonds publics, trois autres membres du parti sont condamnés pour complicité de détournement de fonds publics et un prévenu est relaxé. Le préjudice est estimé à 2,9 millions d'euros. Marine Le Pen, notamment, est condamnée à 4 ans de prison dont 2 ans ferme sous bracelet électronique, ainsi qu'à 100 000 euros d'amende et à 5 ans d'inéligibilité avec exécution provisoire. Cette dernière condamnation l'empêchera de se présenter à des élections jusqu'en 2030, dont l'élection présidentielle de 2027 et les prochaines élections législatives. Elle décide de faire appel de la décision. La cour d'appel de Paris envisage une décision à l'été 2026.

## Procédure de l’Union européenne
Chaque député au Parlement européen dispose d'un budget de 23 392 euros mensuels pour embaucher des collaborateurs. Pour l'ensemble des élus du Front national, c'est donc un budget global mensuel de 514 624 euros.

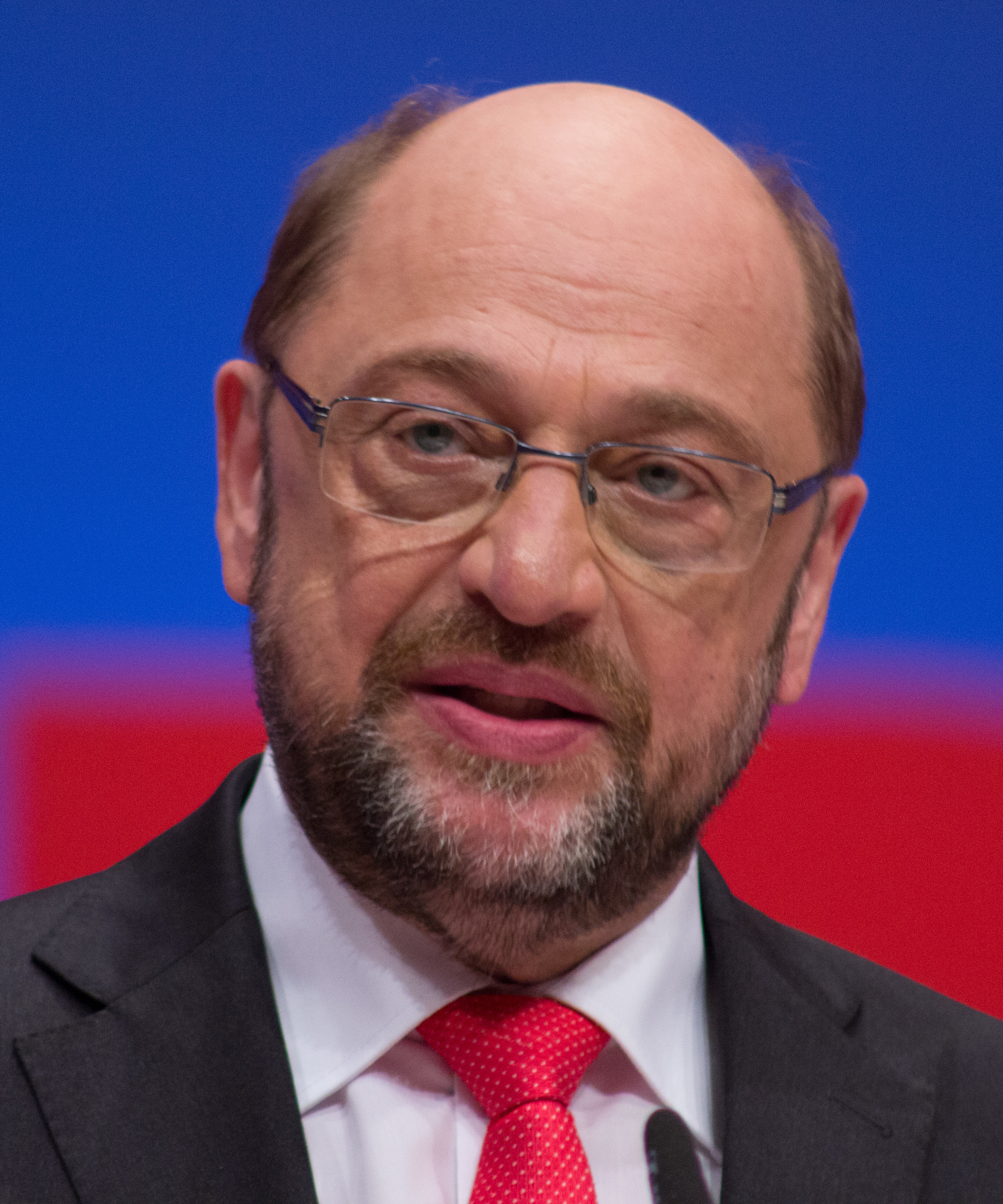
Martin Schulz en 2017.

L'affaire débute par un courrier anonyme envoyé en 2014 afin de saisir l'office européen de lutte antifraude (OLAF). Celui-ci commence alors à enquêter sur les rôles de Catherine Griset, ancienne belle-sœur et cheffe de cabinet de Marine Le Pen au siège du FN, et de Thierry Légier, son garde du corps. Martin Schulz, alors président du Parlement européen, saisit l'OLAF en mars 2015, après avoir constaté que 20 des 24 assistants parlementaires des députés européens FN figuraient dans l'organigramme du parti,.
Le 31 janvier 2017, Marine Le Pen est sommée de rembourser au Parlement européen près de 300 000 euros pour avoir « rémunéré des cadres du Front national avec l'argent public ». Cette somme est mise en recouvrement, avec une retenue mensuelle prise sur ses indemnités parlementaires. L'Office européen de lutte antifraude (OLAF) considère qu'elle a rémunéré deux emplois d'assistants parlementaires fictifs. Le premier concerne l'une de ses collaboratrices, Catherine Griset (son ancienne belle-sœur),, et le second son garde du corps, Thierry Légier. Cette décision s'inscrit dans le cadre d'une affaire concernant les 23 députés européens FN qui emploieraient 29 assistants parlementaires qui travailleraient davantage pour le parti que sur les dossiers européens. Selon le Parlement européen, le préjudice s'élève à sept millions d'euros,.
Marine Le Pen refuse la restitution,. Convoquée le 22 février 2017 pour être entendue par les services de l'Office central de lutte contre la corruption et les infractions financières et fiscales, elle indique qu'elle ne se rendra à aucune convocation avant les élections législatives de juin. Dans le même temps, sa cheffe de cabinet, Catherine Griset, est mise en examen pour recel d'abus de confiance,. Sont également impliqués son compagnon, Louis Aliot, et Nicolas Bay. Convoquée le 10 mars 2017 en vue d'une mise en examen, Marine Le Pen refuse de s'y rendre, invoquant l'immunité parlementaire.
Elle se rend finalement à la convocation des juges du pôle financier 30 juin 2017, remettant un écrit et refusant de répondre aux questions. À l'issue de cette convocation, elle se voit notifier sa mise en examen pour abus de confiance et complicité d'abus de confiance. En juillet 2018, les juges financiers français ordonnent une saisie conservatoire de deux millions d'euros d'aide publique destinée au parti au titre de cette affaire ; cette somme est ensuite ramenée à un million d'euros. En octobre 2018, la mise en examen de Marine Le Pen est requalifiée en « détournement de fonds publics », qui est puni d'une peine plus lourde.
En mars 2019, Marine Le Pen indique que depuis 2009 les assistants parlementaires européens RN travaillent bien au siège de son parti et non pour l'Union européenne mais tout en étant payés par elle.
Un autre rapport de l'OLAF est communiqué au parquet de Paris le 11 mars 2022 selon Médiapart. Le document de 116 pages fait état de « près de 137 000 euros qui auraient été détournés à des fins personnelles » par Marine Le Pen, lorsqu'elle siégeait au Parlement européen entre 2004 et 2017. Trois anciens eurodéputés, Jean-Marie Le Pen, Louis Aliot et Bruno Gollnisch, sont également visés par le rapport. L'Olaf sollicite le remboursement d'une somme totale d'environ 617 000 euros. Louis Aliot « conteste formellement ce qu'il y a dans l'article » de Mediapart. Laurent Jacobelli (porte-parole) évoque une « boule puante » sortie à quelques jours de l'échéance électorale, et Jordan Bardella ajoute que son parti compte déposer plainte : « l'ouverture d'une enquête à quelques jours du second tour ne laissera personne de marbre ».
Outre les 340 000 euros réclamés à Marine Le Pen, cinq autres députés du Front se voient demander de rembourser les salaires de certains assistants pour 2014 avec des motifs identiques. Jean-Marie Le Pen doit rembourser 320 000 euros, Bruno Gollnisch 276 000 euros, Dominique Bilde 40 320 euros, Sophie Montel 77 000 euros et Mylène Troszczynski 56 000 euros. Après sa démission du Parlement européen le 19 juin 2017, à la suite de son élection à l'Assemblée nationale, Marine Le Pen doit rembourser encore 300 000 euros. Le Parlement européen doit attendre la fin de l'affaire en France pour espérer recouvrer cette dette,.
Le Parlement européen évalue le préjudice subi à 4 978 122 euros indûment perçus.
En juin 2018, le Tribunal de l’Union européenne déboute Marine Le Pen, qui demandait l’annulation de la décision de recouvrement de la somme de 300 000 euros prise par le Parlement européen à la fin de 2016, pour les sommes liées à l'emploi de Catherine Griset. Le pourvoi de Marine Le Pen contre cette décision est rejeté par la Cour de justice de l'Union européenne en mai 2019.

## Enquêtes et procès en France

### Procédure judiciaire (2016-2023)
Le Parlement européen s'est constitué partie civile dans ce dossier et a saisi la justice française sur les cas d'environ vingt assistants parlementaires.
Le 15 décembre 2016, le parquet de Paris ouvre une enquête préliminaire pour « abus de confiance », « recel d’abus de confiance », « escroquerie en bande organisée », « faux et usage de faux » et « travail dissimulé », menée par l'Office central de lutte contre la corruption et les infractions financières et fiscales (OCLCIFF). Le même mois le parquet saisi les juges d'instruction.
Le 20 février 2017, une perquisition a eu lieu au siège du Front national à Nanterre, pour la seconde fois.
L’avocat du Parlement européen donne une liste de 17 députés FN concernés par cette affaire. L’agence France-Presse (AFP) indique, pendant l’été 2018 : « L’information judiciaire, ouverte pour "abus de confiance" et "escroquerie en bande organisée", cible 17 députés [RN] et les contrats d’une quarantaine de collaborateurs ».
Les recours auprès de la cour d'appel de Paris pour contester la compétence de la justice française, déposés par le Rassemblement national et Marine Le Pen, sont rejetés le 4 juin 2018.
En mars 2019, Marine Le Pen indique que depuis 2009 les assistants parlementaires européens RN travaillent bien au siège de son parti et non pour l’Union européenne mais tout en étant payés par elle, déclarant : « Et alors ? Ils ont fait de la politique avec leur député. C’est sûr, ils n’ont pas fait le travail pour l’Union européenne ! ».
Le parquet de Paris annonce en septembre 2023 le jugement de 27 personnes par un tribunal correctionnel pour détournement de fonds publics et complicité,.
Le 8 décembre 2023, deux juges d’instruction financiers ordonnent le renvoi de Marine Le Pen, du Rassemblement national et de vingt-six autres personnes devant le tribunal correctionnel de Paris. Ils risquent dix ans d’emprisonnement. Une première audience sur l’organisation du procès le 27 mars 2024 précise que les débats au fond se dérouleront du 30 septembre au 27 novembre 2024,,.

### Personnalités et entités concernées

#### Marine Le Pen - Catherine Griset - Thierry Légier

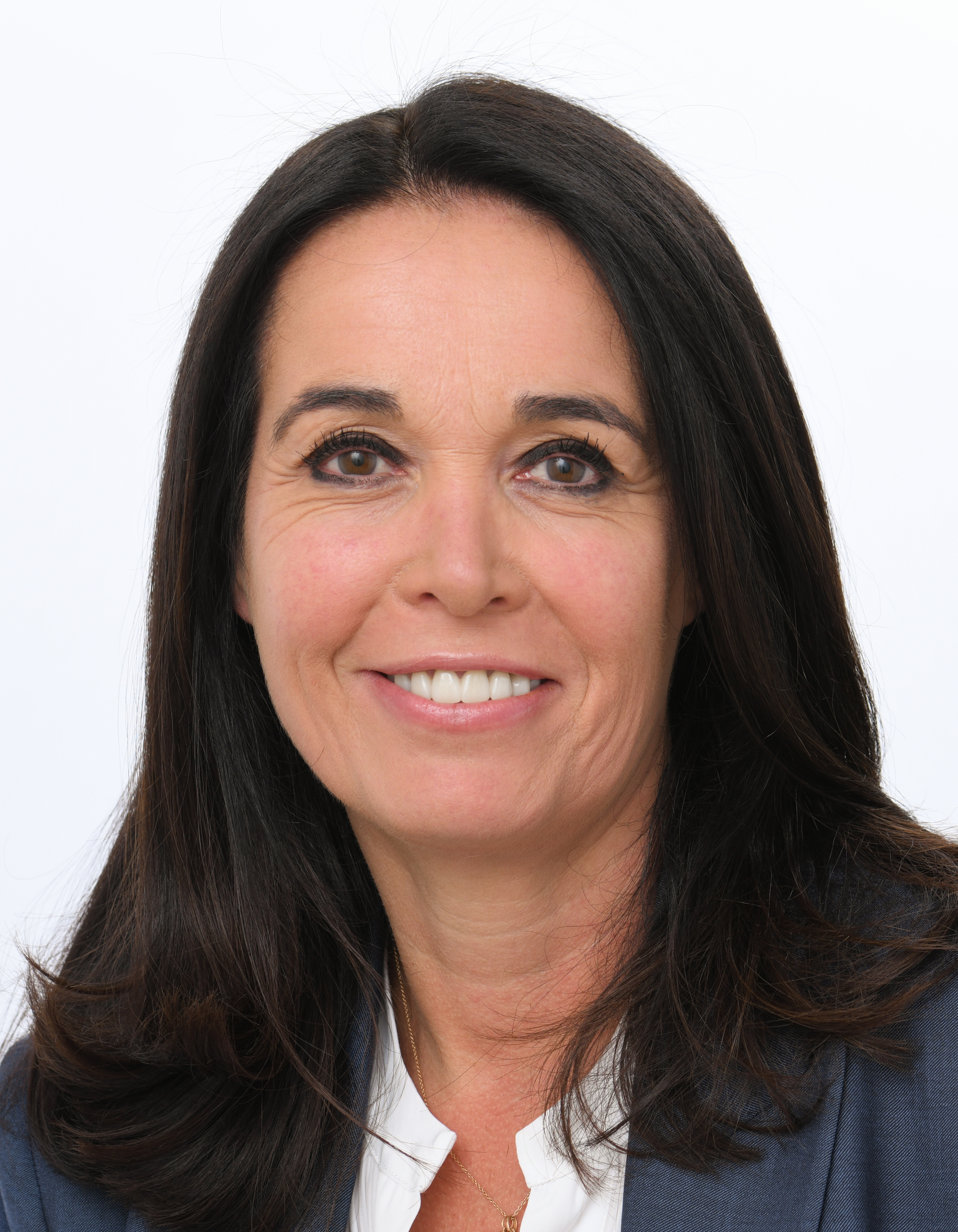
Catherine Griset en 2024.

##### Marine Le Pen - Catherine Griset
Marine Le Pen est convoquée le 22 février 2017 pour être entendue par les services de l'OCLCIFF dans cette affaire. Protégée par son immunité parlementaire, elle indique qu'elle ne se rendra à aucune convocation policière ou judiciaire jusqu'aux élections législatives des 11 et 18 juin 2017. Convoquée le même jour, sa cheffe de cabinet Catherine Griset est mise en examen pour « recel d'abus de confiance »,.
Le 3 mars 2017, Marine Le Pen est convoquée par les juges d'instruction, en vue d'une possible mise en examen pour « abus de confiance ». De nouveau le 10 mars 2017, convoquée en vue de sa mise en examen, Marine Le Pen refuse de s'y rendre, invoquant l'immunité parlementaire. Les juges d'instruction demandent la levée de l'immunité parlementaire de Marine Le Pen et de Marie-Christine Boutonnet en avril 2017.
Le 30 juin 2017, Marine Le Pen se rend finalement à la convocation des juges et se voit notifier, à l'issue de son audition au pôle financier, sa mise en examen pour abus de confiance et complicité d'abus de confiance dans l'affaire des assistants parlementaires européens. Outre le dossier pour Catherine Griset et pour son garde du corps Thierry Légier sur la période 2009-2016, Marine Le Pen est également mise en examen pour des faits commis entre 2014 et 2016 en sa qualité de présidente du FN. Ainsi le préjudice du Parlement européen est réévalué à 5 millions d'euros, pour la période du 1er avril 2012 au 1er avril 2017. En septembre 2017, Charles Van Houtte, ancien assistant parlementaire accrédité de Marine Le Pen, indique aux enquêteurs que Catherine Griset « n'a pas exercé ses fonctions d'assistant accrédité à temps plein ». Le 12 octobre 2018, la mise en examen de Marine Le Pen est requalifiée en « détournement de fonds publics ».

##### Marine Le Pen - Thierry Légier

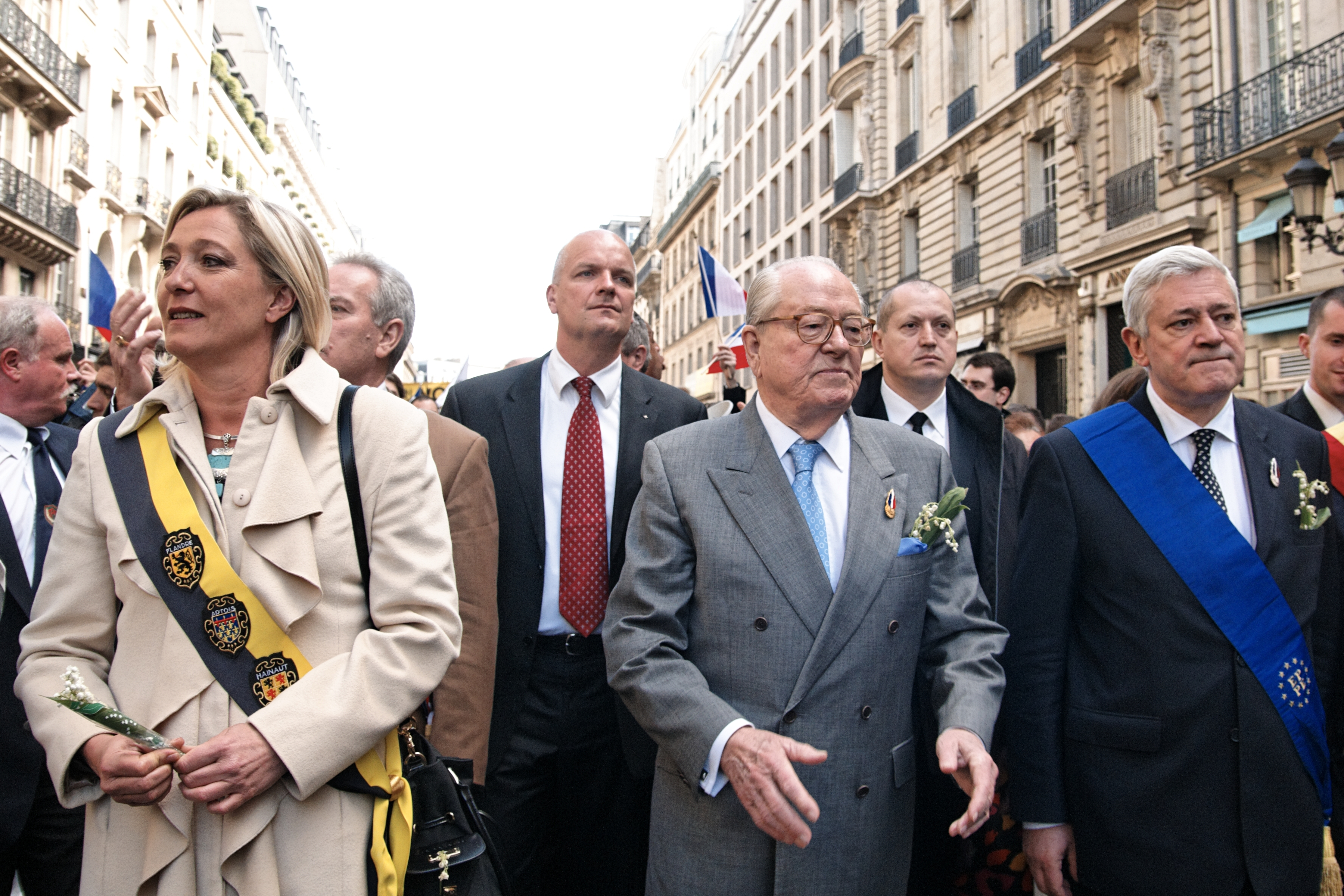
Thierry Légier (cravate rouge), derrière Marine et Jean-Marie Le Pen, en 2010.

Thierry Légier est le garde du corps de Jean-Marie Le Pen depuis 1992 puis de Marine Le Pen à partir de 2011. Selon l'Office européen de lutte antifraude (Olaf), Marine Le Pen a reconnu avoir salarié fictivement Thierry Légier pour « régulariser » des salaires précédents. Elle affirme que l'UE avait accepté ce montage, or cette dernière et l'Olaf réfutent cette justification. Thierry Légier est placé en garde à vue le 22 février 2017, mais ressort sans mise en examen dans un premier temps,. Le Belge Charles Van Houtte, comptable et ancien assistant parlementaire de Marine Le Pen, indique lors d'une audition en septembre 2017 que Thierry Légier « était garde du corps de la famille Le Pen et non pas assistant parlementaire »,. Thierry Légier est mis en examen le 18 avril 2018 pour « recel d'abus de confiance ».

##### Remboursement par Marine Le Pen
En septembre 2023, Marine Le Pen annonce avoir remboursé en juillet 2023 près de 330 000 euros au Parlement européen pour l'emploi indu de deux assistants, à savoir Catherine Griset et son garde du corps Thierry Légier. Cela lui permet d'éviter une « exécution forcée ».

#### Front national et Wallerand de Saint-Just
En décembre 2017, le Front national, en tant que personne morale, est mis en examen pour complicité et recel d'abus de confiance dans le cadre de l'affaire des assistants parlementaires européens. Le 23 octobre 2018, le parti (devenu Rassemblement national) voit sa mise en examen requalifiée en « complicité de détournement de fonds publics », tandis que son trésorier, Wallerand de Saint-Just, est mis en examen pour ce même motif.

#### Charles Hourcade - Marie-Christine Boutonnet
Le 6 mars 2017, Charles Hourcade, assistant parlementaire de l'eurodéputée frontiste Marie-Christine Boutonnet, est mis en examen pour « recel d’abus de confiance ». Charles Hourcade, qui assurait les fonctions de graphiste du Front national dans les locaux du parti à Nanterre, aurait indûment reçu environ « 37 000 euros brut entre septembre 2014 et février 2015 ». Par ailleurs, comme Marine Le Pen, Marie-Christine Boutonnet refuse de se déplacer à la suite de la convocation des juges.
Le 20 juin 2017, Marie-Christine Boutonnet est à son tour mise en examen pour abus de confiance concernant l'emploi comme assistant parlementaire de Charles Hourcade.

#### Jean-Marie Le Pen - Gaël Nofri - Thierry Légier - Jean-François Jalkh

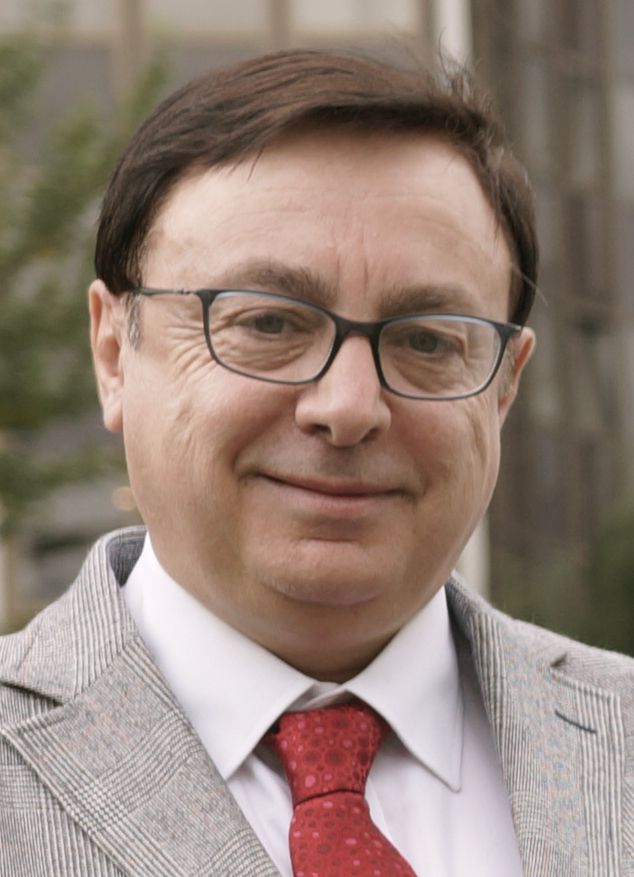
Jean-François Jalkh en 2015.

Trois des assistants de Jean-Marie Le Pen sont concernés. Gaël Nofri a été employé trois mois en 2011. Thierry Légier, par ailleurs son garde du corps, est concerné pour une période allant de 2004 à 2011. Jean-François Jalkh a été à la fois l'assistant parlementaire de Jean-Marie Le Pen entre 2009 et 2014, et vice-président du FN à partir de 2012,.
En juin 2018, Jean-Marie Le Pen refuse de recevoir les policiers venus l'entendre concernant l'affaire des assistants d'eurodéputés FN. Considérant le comportement des autorités policières comme « arrogant », Jean-Marie Le Pen les a renvoyées, dans le cadre de son immunité parlementaire. Celle-ci est levée par les députés européens le 12 mars 2019. En septembre 2019, Jean-Marie Le Pen est mis en examen pour « détournement de fonds publics » et « complicité » de ce délit.

#### Dominique Bilde - Loup Viallet
Le Tribunal de l'UE confirme la décision du Parlement européen exigeant de Dominique Bilde le remboursement d'environ 40 000 euros, versés pour l'emploi de Loup Viallet comme assistant parlementaire, sans preuve d'activité. Inculpé depuis juillet 2017 pour recel d'abus de confiance, Loup Viallet occupait également un poste de délégué national à la prospective au sein du FN. L'immunité parlementaire de Dominique Bilde est levée le 12 mars 2019.

#### Fernand Le Rachinel - Thierry Légier - Micheline Bruna
Micheline Bruna et Thierry Légier, respectivement secrétaire et garde du corps de Jean-Marie Le Pen, ont été de novembre 2004 à août 2009 assistants du député Fernand Le Rachinel, qui affirme qu'ils n'ont jamais travaillé pour lui.

#### Marie-Christine Arnautu - Gérald Gérin
Députée européenne de 2014 à 2019, Marie-Christine Arnautu emploie comme assistant Gérald Gérin, majordome de Jean-Marie Le Pen. Gérald Gérin, qui vivait aux côtés de Jean-Marie Le Pen, affirme avoir réalisé pour Marie-Christine Arnautu des revues de presse en posant des postits sur des articles, mais n'a gardé aucune preuve de son travail.

#### Louis Aliot - Laurent Salles

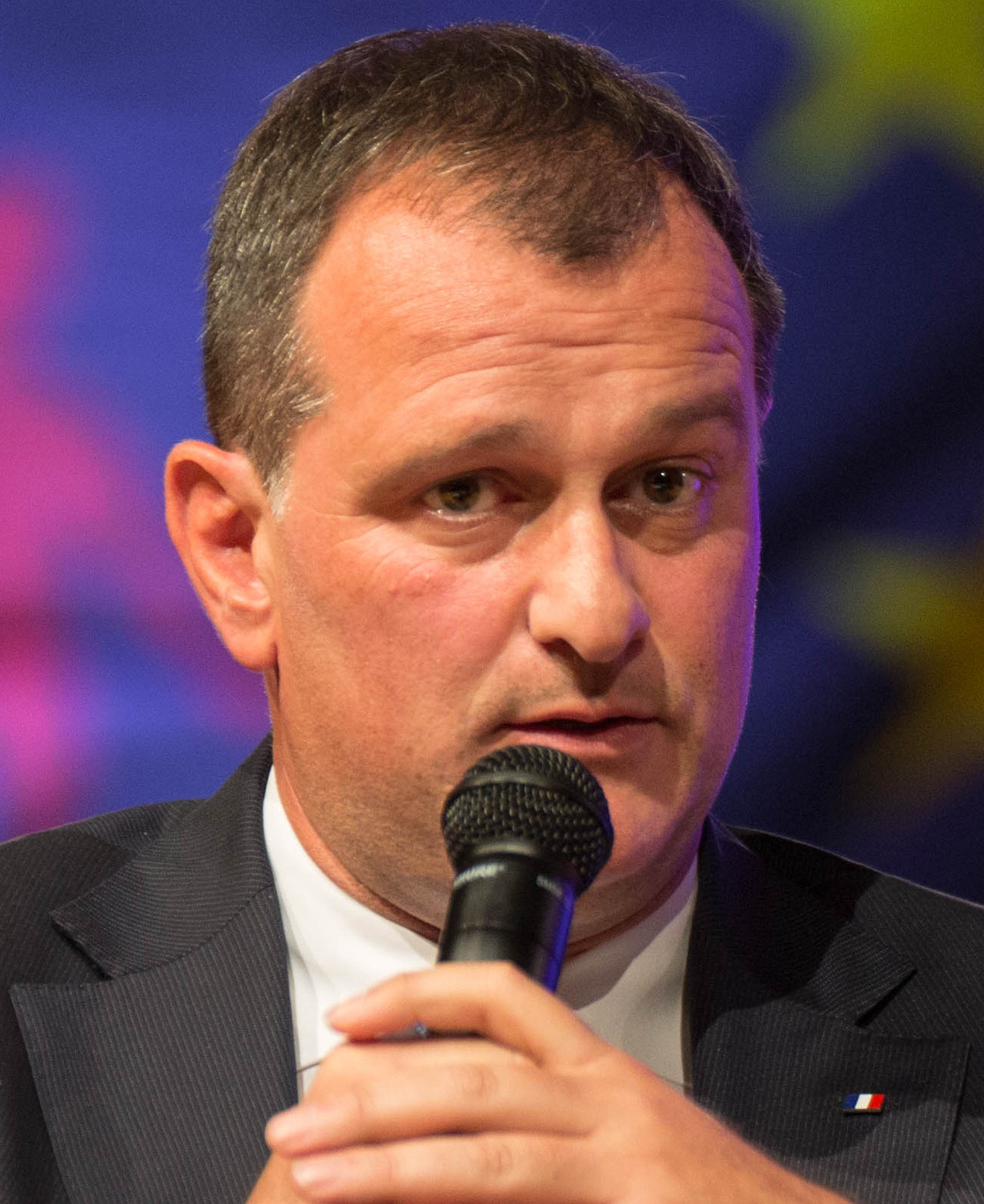
Louis Aliot en 2015.

De juillet 2014 à février 2015, Laurent Salles est assistant parlementaire du député européen Louis Aliot. Les enquêteurs ne relèvent qu'un unique SMS entre eux sur cette période, sans autre trace de communication. Une enquête est ouverte concernant un éventuel emploi fictif. Le 22 juin 2017, Louis Aliot refuse de se rendre à une convocation de la police dans le cadre de cette affaire,. Il est mis en examen pour abus de confiance le 22 décembre 2017, mise en examen requalifiée en « détournements de fonds publics » le 25 octobre 2018.

#### Nicolas Bay - Timothée Houssin
Nicolas Bay est mis en examen le 8 juin 2018 pour « abus de confiance », dans le cadre de l'emploi présumé fictif de son assistant parlementaire Timothée Houssin, entre juillet 2014 et début 2015, alors que ce dernier travaillait « en réalité pendant son contrat au sein du secrétariat général (du FN) ». Le 7 septembre, les poursuites requalifiées visent le délit, plus grave, de « détournements de fonds publics ».
Selon une enquête de France Info et Complément d'enquête publiée en septembre 2024, Nicolas Bay a transmis à la justice des revues de presse élaborées en 2018 pour essayer de prouver l'activité de Timothée Houssin en 2014 et 2015. Plusieurs articles, bien que publiés à cette époque, auraient été regroupés a minima fin mars 2018 d'après une analyse des captures d'écran. Nicolas Bay explique avoir reconstitué ces dossiers après la perte des formats papier. Timothée Houssin infirme cette version : « Ce n'est pas moi qui ai remis les pièces présentes au dossier au juge et je n'en ai jamais eu connaissance. Ces revues de presse ne correspondent pas, sur la forme, à mon travail. Je n'ai pas produit ces documents en l'état, ni durant mon contrat avec Nicolas Bay ni après ».

#### Mylène Troszczynski - Julien Odoul

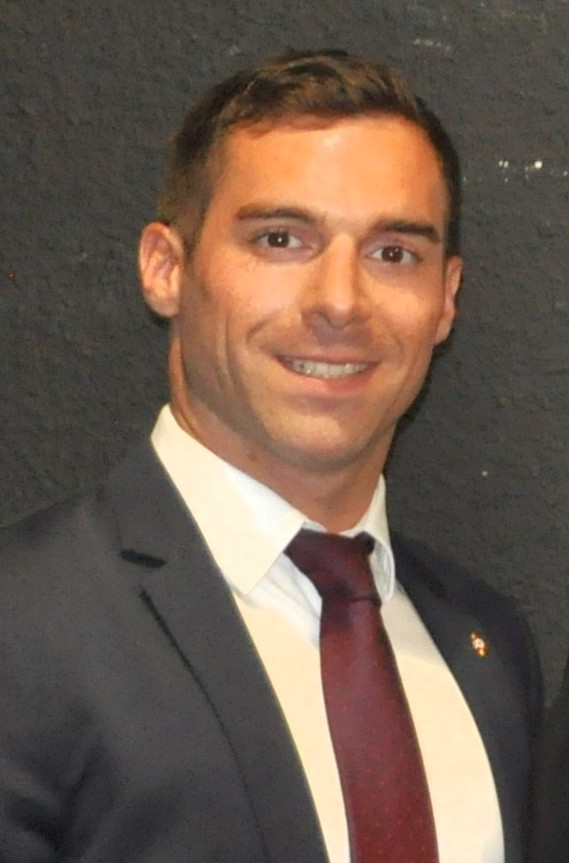
Julien Odoul en 2019.

D’octobre 2014 à juillet 2015, Julien Odoul est assistant parlementaire de l’eurodéputée Mylène Troszczynski pour un salaire d’environ 3 200 euros net mensuels. Il est par ailleurs « conseiller spécial » au sein du FN de Marine Le Pen mais sans rémunération. En avril 2019, il est mis en examen pour recel de détournement de fonds publics.

#### Bruno Gollnisch - Guillaume Lhuillier - Micheline Bruna - Yann Le Pen
Bruno Gollnisch est mis en examen le 6 juillet 2018 pour « abus de confiance », concernant l'emploi présumé fictif de deux assistants parlementaires, Guillaume Lhuillier (ancien directeur de cabinet de Jean-Marie Le Pen) et Micheline Bruna (ancienne conseillère d'Île-de-France du 29 mars 2004 au 21 mars 2010 et secrétaire particulière de Jean-Marie Le Pen), entre 2005 et 2015. Pour Bruno Gollnisch : « C'est dérisoire. Je n'ai pas détourné un centime du Parlement européen »,.
Yann Le Pen est mise en examen le 5 février 2019 pour « recel de détournements de fonds publics » au sujet de salaires perçus entre 2012 et 2014 en tant qu'assistante parlementaire de Bruno Gollnisch.

#### Charles Van Houtte
Charles Van Houtte devient assistant parlementaire de Marine Le Pen au Parlement européen en 2009. En 2015, il devient administrateur du groupe Europe des nations et des libertés. Décrit comme un acteur décisif dans l'affaire, il est mis en examen le 6 septembre 2018, pour « complicité de détournements de fonds publics ».

### Procès (2024-2025)
Le 3 juillet 2024, le tribunal judiciaire de Paris annonce, après l'avis d'experts, que Jean-Marie Le Pen, âgé de 96 ans, n'est pas en état de préparer sa défense et d'assister au procès. Il devrait être représenté par sa fille Marie-Caroline Le Pen. Seront jugées pour détournement de fonds publics 27 personnes, parmi lesquelles Marine Le Pen. Soit 12 assistants parlementaires, 11 personnes élues eurodéputés et enfin 4 collaborateurs du RN. La magistrate Bénédicte de Perthuis doit présider le tribunal. Le procès se déroule du 30 septembre au 27 novembre 2024.
Le 13 novembre, le parquet requiert contre Marine Le Pen cinq ans de prison, dont deux fermes aménageables, cinq ans d'inéligibilité et 300 000 euros d'amende. L'accusation demande l'exécution provisoire, c'est-à-dire que cette peine s’applique dès la condamnation, y compris en cas d'appel. Pour le Rassemblement national, il est demandé une amende de 4,3 millions d'euros dont 2 millions avec sursis. Il requiert également à l'encontre de :
- Julien Odoul, 10 mois d'emprisonnement avec sursis, 20 000 euros d'amende et un an d'inéligibilité avec exécution provisoire ;
- Louis Aliot, Dominique Bilde, Mylène Troszczynski et Nicolas Bay, 18 mois d'emprisonnement dont 12 avec sursis, 30 000 euros d'amende et 3 ans d'inéligibilité avec exécution provisoire[83] ;
- Bruno Gollnisch, 3 ans de prison dont 2 ans avec sursis, 200 000 euros d'amende et 5 ans d'inéligibilité avec exécution provisoire ;
- Fernand Le Rachinel, 2 ans de prison dont 1 an avec sursis, 100 000 euros d'amende et 5 ans d'inéligibilité avec exécution provisoire[84] ;
- Yann Le Pen, 18 mois de prison avec sursis et deux ans d'inéligibilité[85] ;
- Timothée Houssin, 10 mois de prison avec sursis, 10 000 euros d'amende et un an d'inéligibilité avec exécution provisoire[86] ;
- Marie Christine Arnautu, 18 mois de prison dont 12 avec sursis, 50 000 euros d'amende, 3 ans d'inéligibilité avec exécution provisoire[83].

L'affaire du député du Rhône Philippe Cochet pourrait conduire à une jurisprudence concernant la notion d'exécution provisoire qui touche aussi son affaire, Philippe Cochet ayant déposé une question prioritaire de constitutionnalité. Le Conseil constitutionnel statuera d'ici le 27 mars 2025 non pas directement sur la QPC de Philippe Cochet, mais sur celle d'un élu mahorais, similaire et antérieure à celle du maire de Caluire.

#### Jugement
Le jugement est rendu le 31 mars 2025,.
| Parti / Personne          | Infraction                                  | Peine de prison                                                                                           | Amende                                     | Inéligibilité     | Exécution provisoire de l'inéligibilité | Source |
| ------------------------- | ------------------------------------------- | --- | ------------------------------------------ | ----------------- | --------------------------------------- | ------ |
| Rassemblement national    |                                             | Confiscation d'1 000 000 euros saisis pendant l'instruction                                               | 2 000 000 euros dont 1 000 000 euros ferme |                   |                                         | [ 91 ] |
| Marine Le Pen             | Détournement de fonds publics               | 4 ans dont 2 ans avec sursis                                                                              | 100 000 euros                              | 5 ans             | Oui                                     | [ 92 ] |
| Louis Aliot               | Détournement de fonds publics               | 18 mois dont 12 mois avec sursis                                                                          | 8 000 euros                                | 3 ans             | Non                                     | [ 93 ] |
| Marie-Christine Arnautu   | Détournement de fonds publics               | 18 mois avec sursis                                                                                       | 8 000 euros dont 3 000 euros avec sursis   | 3 ans             |                                         | [ 94 ] |
| Bruno Gollnisch           | Détournement de fonds publics               | 3 ans dont 1 an ferme, aménageable sous forme de détention à domicile sous Surveillance électronique.     | 50 000 euros                               | 5 ans             | Oui                                     | [ 91 ] |
| Nicolas Bay               | Détournement de fonds publics               | 12 mois dont 6 mois ferme, aménageable sous forme de détention à domicile sous Surveillance électronique. | 8 000 euros                                | 3 ans             | Oui                                     | [ 91 ] |
| Fernand Le Rachinel       | Détournement de fonds publics               | 2 ans avec sursis                                                                                         | 15 000 euros                               | 3 ans             | Non                                     | [ 94 ] |
| Marie-Christine Boutonnet | Détournement de fonds publics               | 18 mois avec sursis                                                                                       |                                            | 3 ans avec sursis |                                         | [ 95 ] |
| Dominique Bilde           | Détournement de fonds publics               | 18 mois avec sursis                                                                                       |                                            | 3 ans avec sursis |                                         | [ 94 ] |
| Mylène Troszczynski       | Détournement de fonds publics               | 18 mois avec sursis                                                                                       | 800 euros                                  | 3 ans avec sursis |                                         | [ 94 ] |
| Julien Odoul              | Recel de détournement de fonds publics      | 8 mois avec sursis                                                                                        |                                            | 1 an              | Non                                     | [ 91 ] |
| Yann Le Pen               | Recel de détournement de fonds publics      | 12 mois avec sursis                                                                                       |                                            | 2 ans avec sursis |                                         | [ 91 ] |
| Catherine Griset          | Recel de détournement de fonds publics      | 12 mois avec sursis                                                                                       |                                            | 2 ans             | Oui                                     | [ 91 ] |
| Timothée Houssin          | Recel de détournement de fonds publics      | 6 mois avec sursis                                                                                        |                                            | 1 an avec sursis  | Non                                     | [ 96 ] |
| Thierry Légier            | Recel de détournement de fonds publics      | 12 mois avec sursis                                                                                       |                                            | 2 ans             | Non                                     | [ 96 ] |
| Gérald Gérin              | Recel de détournement de fonds publics      | 12 mois avec sursis                                                                                       |                                            | 1 an avec sursis  |                                         | [ 94 ] |
| Loup Viallet              | Recel de détournement de fonds publics      | 6 mois avec sursis                                                                                        |                                            |                   |                                         | [ 94 ] |
| Micheline Bruna           | Recel de détournement de fonds publics      | 12 mois avec sursis                                                                                       |                                            | 2 ans avec sursis |                                         | [ 94 ] |
| Guillaume L'Huillier      | Recel de détournement de fonds publics      | 12 mois avec sursis                                                                                       |                                            | 2 ans avec sursis |                                         | [ 94 ] |
| Laurent Salles            | Recel de détournement de fonds publics      | 6 mois avec sursis                                                                                        |                                            |                   |                                         | [ 94 ] |
| Jeanne Pavard             | Recel de détournement de fonds publics      | 8 mois avec sursis                                                                                        |                                            |                   |                                         | [ 94 ] |
| Charles Hourcade          | Recel de détournement de fonds publics      | 6 mois avec sursis                                                                                        |                                            |                   |                                         | [ 94 ] |
| Wallerand de Saint-Just   | Complicité de détournement de fonds publics | 3 ans dont 1 an ferme, aménageable sous forme de détention à domicile sous Surveillance électronique.     | 50 000 euros                               | 3 ans             | Oui                                     | [ 95 ] |
| Charles Van Houtte        | Complicité de détournement de fonds publics | 18 mois avec sursis                                                                                       | 5 000 euros                                | 2 ans             | Oui                                     | [ 94 ] |
| Nicolas Crochet           | Complicité de détournement de fonds publics | 3 ans dont 1 an ferme, aménageable sous forme de détention à domicile sous Surveillance électronique.     | 100 000 euros                              | 3 ans             | Oui                                     | [ 94 ] |

Christophe Moreau, expert-comptable, est relaxé.

#### Délibéré du jugement
Le délibéré indique qu'« il ne s'agissait pas d'erreurs administratives ou d'incompréhension par les députés de règles européennes confuses, mais de détournements dans le cadre d'un système mis en place pour alléger les charges du parti ». Par ailleurs, le tribunal indique un préjudice total de 2,9 millions d'euros, avec pour objectif de faire prendre en charge par le Parlement européen le salaire des membres du RN qui travaillaient en réalité pour le parti. La présidente du tribunal, Bénédicte de Perthuis, précise que des « contrats fictifs » ont été signés dans le cadre de ce « système » organisé. Elle considère que le jugement est conforme « à la sévérité avec laquelle le législateur entend sanctionner cette infraction à la probité »,.

### Procès en appel
Au 11 avril 2025, après échéance du délai pour faire appel, il est déclaré que treize recours ont été reçus par la cour d'appel de Paris après les condamnations de 25 personnes, dont ceux du parti, de Marine Le Pen et de Bruno Gollnisch,,. Le jugement devrait être rendu à l'été 2026. La procureure générale près la cour d'appel, Marie-Suzanne Le Quéau, assure le 3 avril que la fixation de la date du procès en appel avait été « largement » anticipée, dans l'objectif qu'il ne coïncide pas avec l'élection présidentielle de 2027. S'il est favorable à Marine Le Pen, celle-ci pourrait se présenter à l'élection présidentielle de 2027.

## Personnalités non poursuivies

### Jordan Bardella

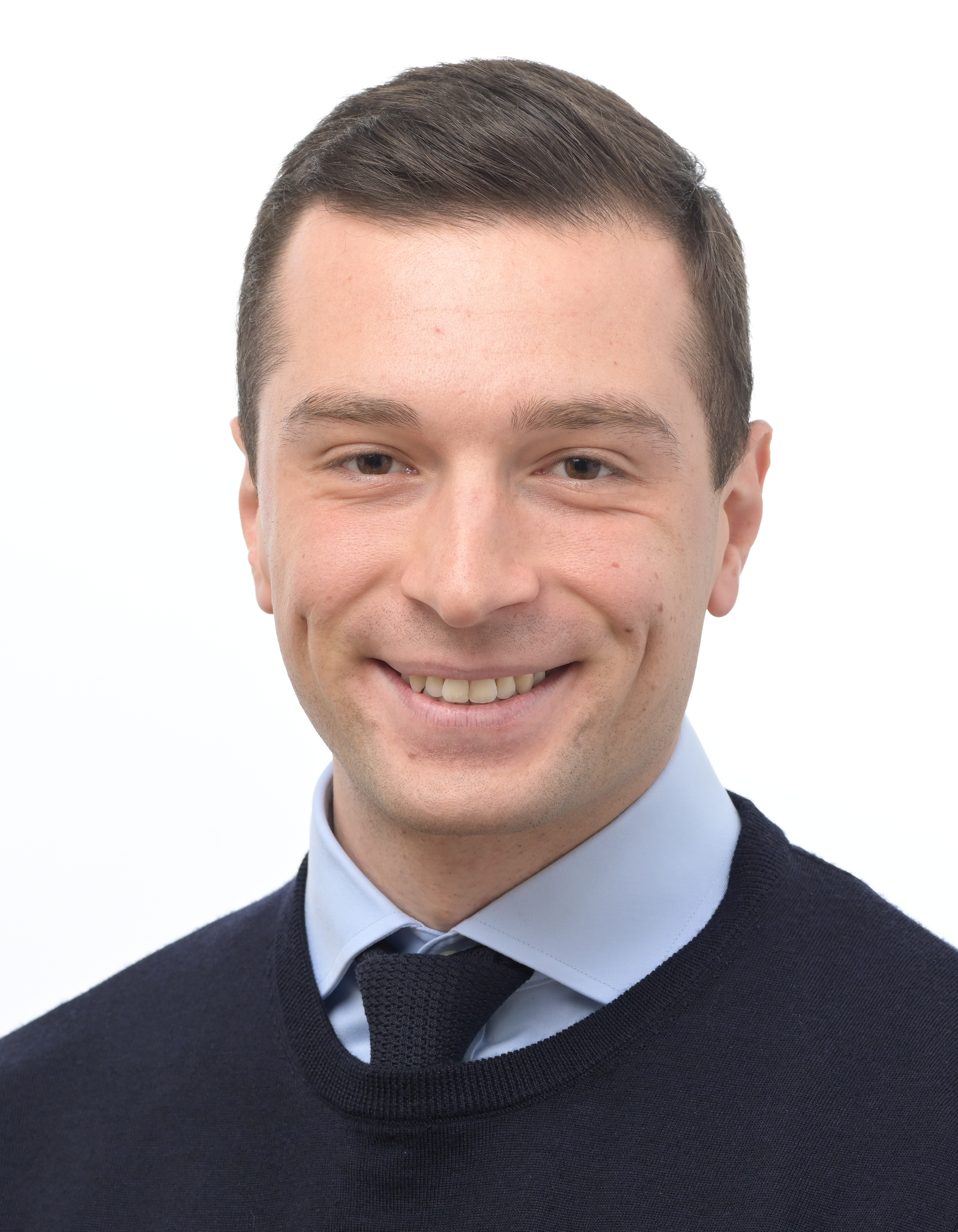
Jordan Bardella en 2024.

Jordan Bardella est assistant parlementaire du député européen FN Jean-François Jalkh du 16 février au 30 juin 2015, pour une rétribution de 10 444 euros. Parallèllement, il figure sur un organigramme du FN de février 2015 comme « chargé de mission » auprès de Florian Philippot, vice-président du parti,. Libération le qualifie de « plus que discret » à ce poste d'assistant parlementaire européen, à une époque où, selon Marine Le Pen, les collaborateurs FN au Parlement européen n'avaient pas toujours de « travail effectif ». Jordan Bardella n'est pas juridiquement inquiété dans l'affaire des assistants parlementaires au Parlement européen.
Selon le journaliste Tristan Bertellot dans son ouvrage La Machine à gagner paru en septembre 2024, Jordan Bardella aurait aidé à produire de fausses preuves pour justifier a posteriori son activité d'assistant parlementaire,,. Le 19 septembre 2024, Libération publie une partie des faux documents élaborés par Jordan Bardella, dont un agenda calendrier daté de 2015 mais commandé et livré au siège du Rassemblement national en 2018. Selon des témoins, le calendrier est remis à Jordan Bardella, dont l'écriture apparait sur douze pages : « On lui a dicté ce qu'il fallait mettre dans l'agenda. Jalkh insistait pour que ce soit Jordan, et lui seul, qui remplisse ce document. Il était très prudent, il fallait absolument que ce soit l'écriture de Jordan Bardella dessus »,. Après avoir évoqué de « fausses accusations », Bardella laisse supposer que l'écriture pourrait bien être la sienne, tout en contestant avoir travaillé à la fabrication de ces documents.

#### Affaire judiciaire
Le 31 janvier 2025, Libération comparaît devant le tribunal judiciaire de Paris, poursuivi en diffamation par Jordan Bardella pour le titre d'un article publié le 26 septembre 2023 : « Jordan Bardella, l'assistant parlementaire fantôme passé entre les gouttes de la justice ». Seul le directeur de la publication, Dov Alfon, est visé, conformément à la procédure applicable aux titres d'articles. Le 21 mars 2025, le tribunal rejette la plainte,. Jordan Bardella porte également plainte pour les articles et le livre parus en 2024, mais les audiences ne se sont pas encore tenues.
Le 27 mars 2025, l'association de défense écologiste de la démocratie et des libertés (Adelibe) dépose une plainte contre Jordan Bardella pour détournement de fonds publics et recel, faux et usage ainsi qu'escroquerie. Selon l'avocat de l'association, l'objectif de cette plainte est « d'interrompre le délai de prescription » à l'encontre de Jordan Bardella, qu'elle accuse d'avoir occupé un emploi fictif d'assistant parlementaire européen.

### Jacques Colombier - Edwige Diaz

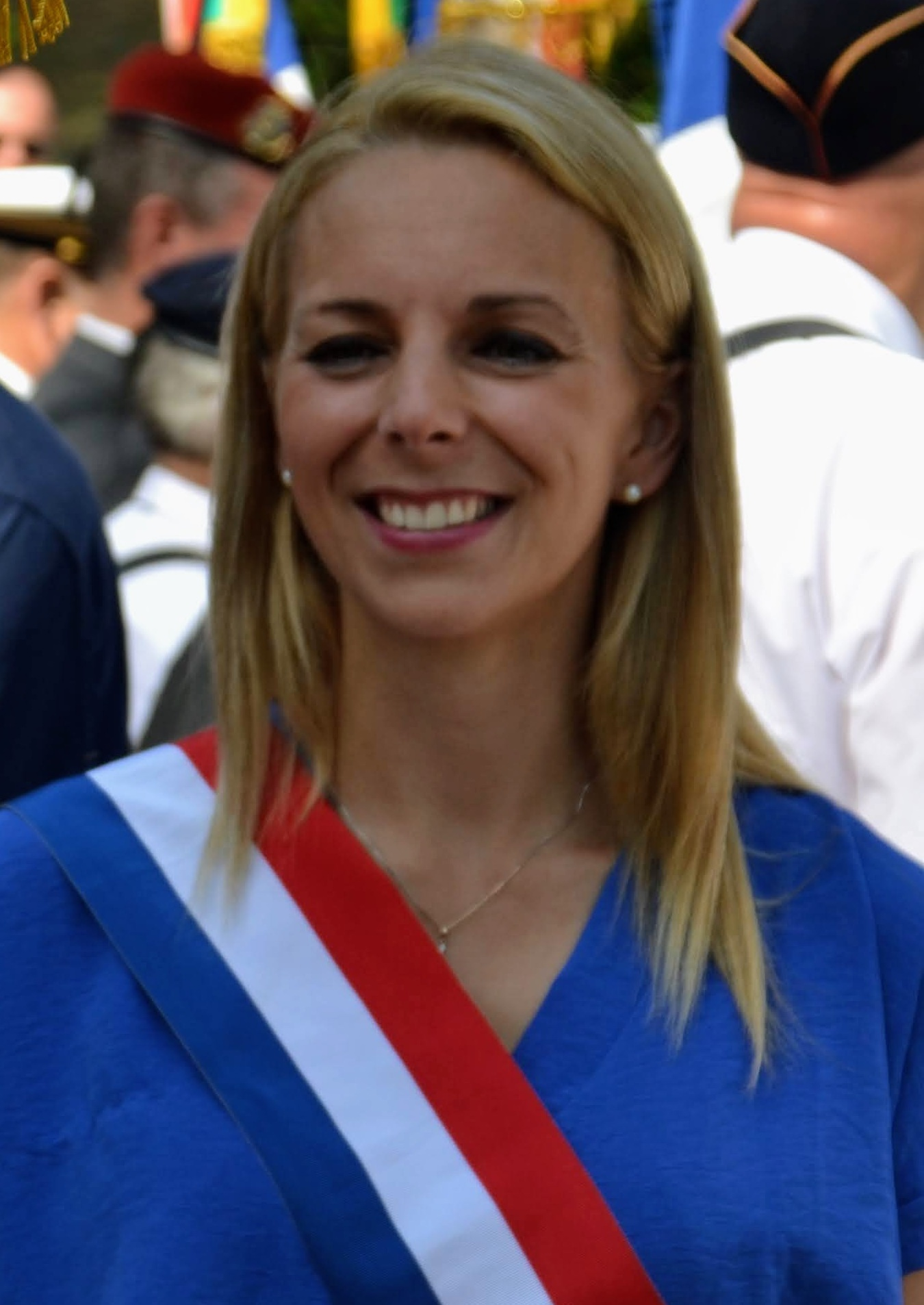
Edwige Diaz en 2023.

À partir de juillet 2021, le Parquet européen dirige, sur Jacques Colombier et Edwige Diaz, une enquête préliminaire pour « détournement de fonds publics, complicité et recel » après un signalement d'Anticor. À l'époque des faits allégués Edwige Diaz était l’assistante parlementaire de Jacques Colombier, lui même député européen de 2018 à 2019,.
Pour ce qui concerne Edwige Diaz, le 11 octobre 2023, le parquet européen après une enquête exhaustive qui conclut à l'absence de preuves pertinentes du délit de détournement de fonds publics, classe l'affaire sans suite,.

### Florian Philippot - Ferial Mostefai
Florian Philippot, intervient comme témoin assisté dans cette affaire des assistants parlementaires du Front national.
Selon une enquête de Libération, il demande, en 2016, à Thomas Laval un de ses collaborateurs la rédaction d’un rapport laissant penser qu’il a été écrit par Ferial Mostefai l’une de ses assistantes accusée d’emploi fictif. Le document est daté du 6 mars 2015 et comprend des copiés collés de fiches Wikipédia, or la plupart n’existent pas avant 2016, époque où Ferial Mostefai n’est plus en contrat, ce qui atteste l'antidatage du document. Pour se justifier Florian Philippot indique : « Il y a des copier-coller, et alors ? C'est illégal d'avoir une assistante parlementaire nulle ? »,.

## Témoignages

### Aymeric Chauprade

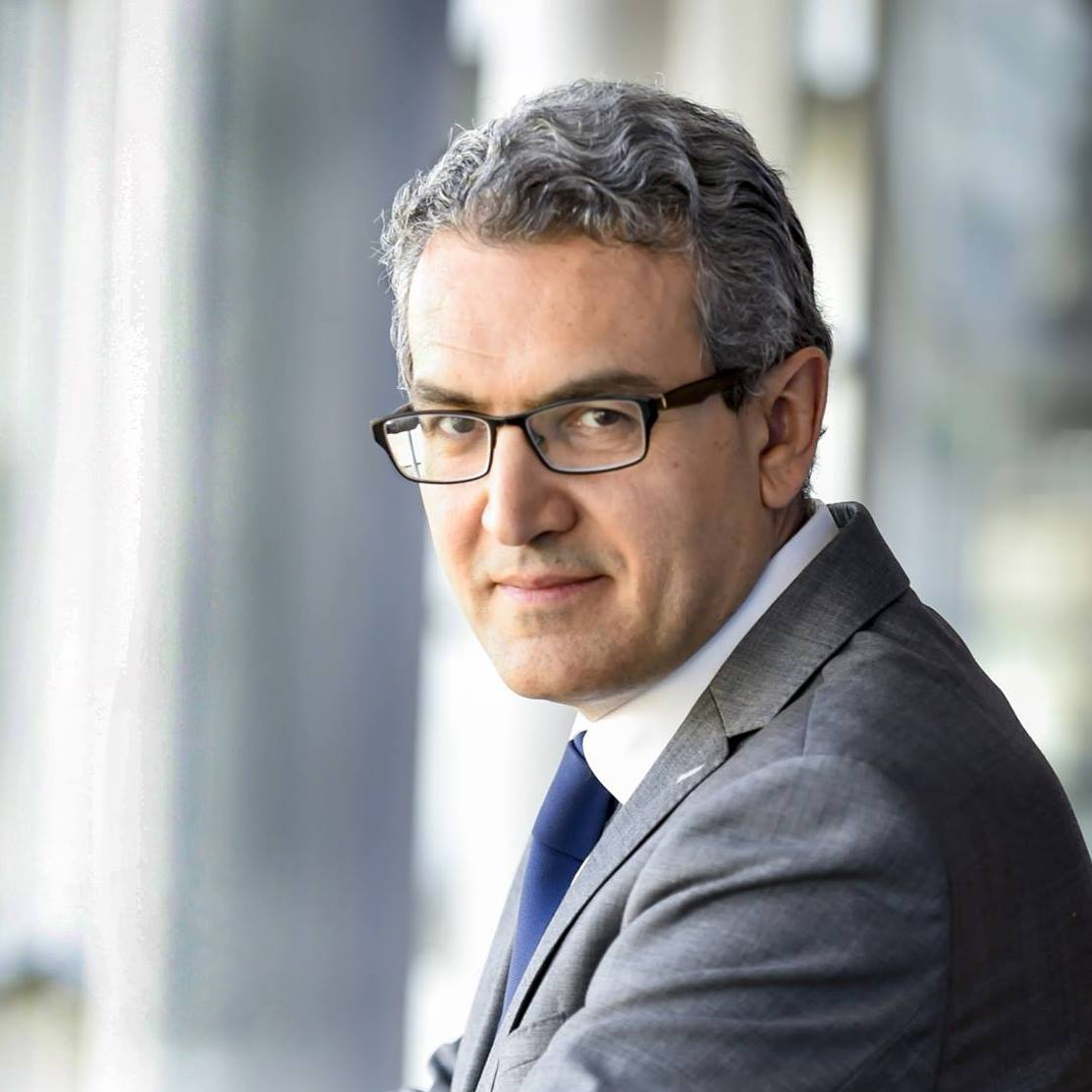
Aymeric Chauprade en 2018.

Selon Aymeric Chauprade, ancien chef de la délégation des députés européens FN et conseiller de Marine Le Pen, cette dernière a imposé aux élus européens du FN d'embaucher des assistants parlementaires qui en fait participeront au fonctionnement du FN. Le 28 mars 2017, il témoigne devant les enquêteurs chargés du dossier. Il rapporte son témoignage au journal Le Monde : « Le 4 juin 2014, Marine Le Pen réunit au Parlement à Bruxelles la vingtaine de députés FN qui ont été élus quelques semaines plus tôt. Elle nous explique que nous n’aurons pas à reverser une partie de nos indemnités au FN [pratique courante pour tous les partis], mais, qu’en échange, il faut accepter de n’embaucher soi-même qu’un seul assistant pour nos activités d’élu. Elle nous dit : C’est moi qui vais contrôler l’enveloppe des assistants. Il y aura un formulaire de délégation de pouvoir pour le recrutement. ».

### Jean-Claude Martinez
Jean-Claude Martinez reconnaît avoir embauché Huguette Fatna une proche de Marine Le Pen : « On me l’avait imposée. Elle gardait les enfants de Marine. J’avais dit que c’était sa nounou et Marine Le Pen m’a poursuivi devant la justice, ainsi que la journaliste Caroline Fourest qui avait relayé mes propos, en 2012 (dans le livre Marine Le Pen démasquée, NDLR). J’ai montré qu’Huguette n’avait jamais mis les pieds à Bruxelles ou Strasbourg ». Cette ex-assistante parlementaire a contesté le fait qu’elle ait été la nounou de Marine Le Pen et a affirmé, qu’elle travaillait bien au service de Jean-Claude Martinez, mais depuis Paris. « Elle est d’origine martiniquaise, elle a, c’est vrai, servi d’intermédiaire sur le contentieux autour des bananes de la Martinique et de la Guadeloupe, qui profitaient d’un régime fiscal favorable par l’Union européenne », indique Jean-Claude Martinez. Par contre il affirme avoir refusé d'embaucher Thierry Légier, le garde du corps de Jean-Marie Le Pen puis de Marine Le Pen.

### Gaël Nofri
Gaël Nofri est un ancien conseiller de Marine Le Pen lors de l'élection présidentielle de 2012, jamais encarté au Front national ni au Rassemblement Bleu Marine. Il affirme avoir été victime d'une procédure abusive du FN ayant conduit à le salarier comme attaché parlementaire à son insu alors que son contrat initial portait sur un emploi au sein de la campagne présidentielle. Selon Mediapart, la brigade financière a découvert des fiches de paie à son nom à hauteur de 4 500 euros de janvier à avril 2012, soit un montant total de 18 000 euros. Gaël Nofri y est inscrit comme assistant parlementaire de l'eurodéputé Jean-Marie Le Pen. Or il indique n'avoir « jamais été assistant de Jean-Marie Le Pen. Jamais, jamais! Je n'ai évidemment jamais été au Parlement européen, […] Et d'ailleurs je n'ai jamais signé de contrat en ce sens ». Pour sa part, Lorrain de Saint Affrique assure que Gaël Nofri a bien travaillé avec Jean-Marie Le Pen pour préparer les élections européennes de 2014 mais non en tant qu'attaché parlementaire. Mais la plupart des notes de ce travail ont brûlé en 2015 lors de l'incendie du domicile de Jean-Marie Le Pen à Rueil-Malmaison.
Deux contrats « fictifs » auraient été établis : l'un comme assistant parlementaire de Jean-Marie Le Pen au Parlement européen et l'autre part comme collaborateur de l’expert-comptable du FN, Nicolas Crochet. Gaël Nofri explique avoir refusé de signer le premier comme assistant de Jean Marie Le Pen, et avoir signé celui de conseiller au sein du cabinet de Nicolas Crochet — le seul moyen, pour lui, de régulariser une situation dont il a à l'époque alerté les autorités. Il affirme n'avoir « jamais mis les pieds » dans le cabinet d'expertise.

### Sophie Montel

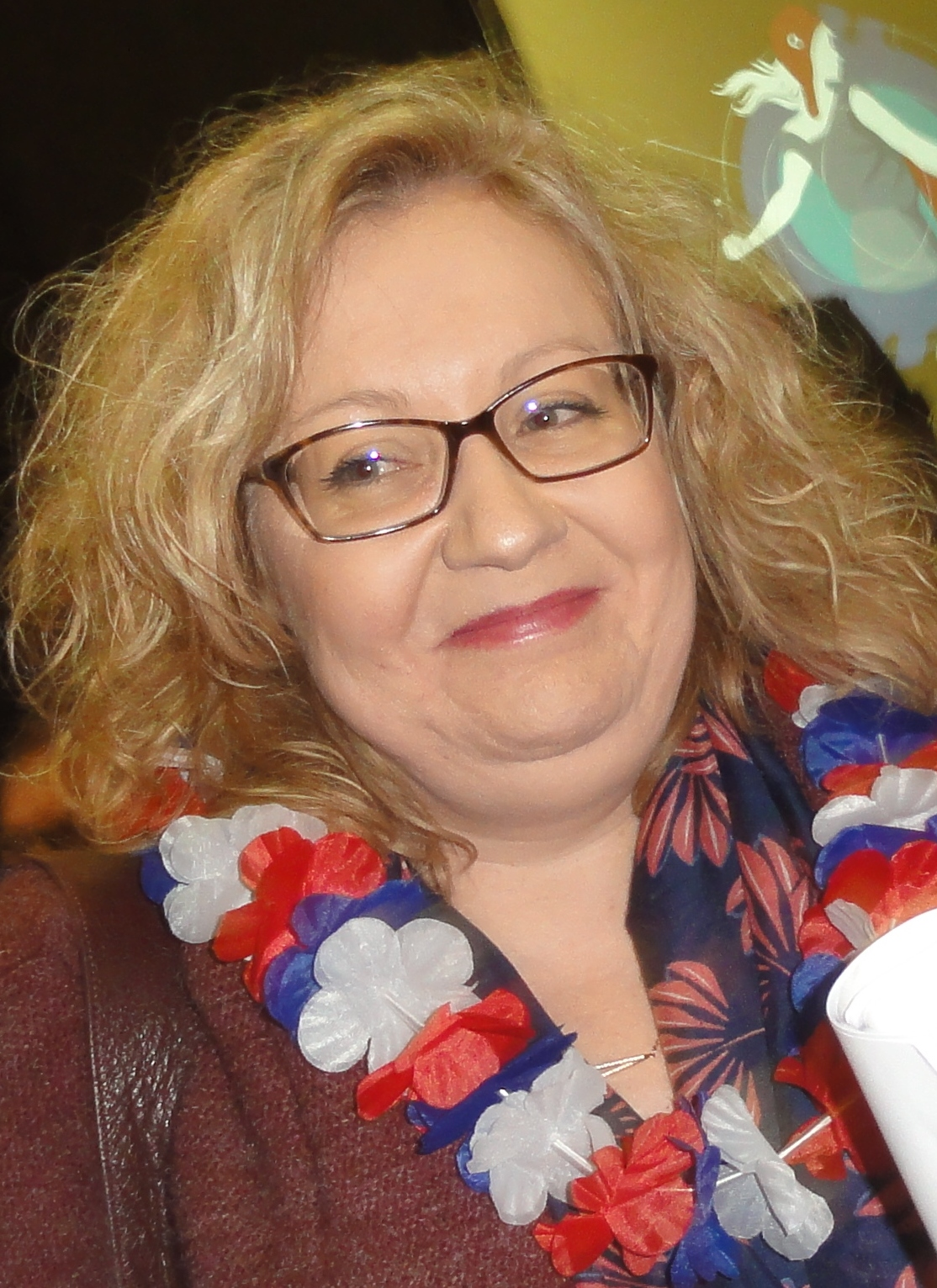
Sophie Montel en 2018.

Le 6 juin 2018, Sophie Montel, qui a quitté en 2017 le FN, est auditionnée, comme « suspect libre », par les policiers de l'office central de lutte contre la corruption et les infractions financières et fiscales. Elle confirme, lors de cette audition, les propos d'Aymeric Chauprade qui affirmait que Marine Le Pen a demandé aux élus du parti de retenir un seul assistant parlementaire afin de permettre à son collaborateur Charles Van Houtte de choisir les autres. Selon Sophie Montel sur la vingtaine de députés six ont refusé ce montage financier, à savoir : « Aymeric Chauprade, Jean-Luc Schaffhauser, Florian Philippot, Mireille d'Ornano, Bernard Monot et elle-même ». Elle affirme aux policiers que Charles Van Houtte lui a demandé de prendre comme assistante Huguette Fatna, une proche de la famille Le Pen, ce qu'elle a refusé considérant qu'elle n'avait pas les capacités nécessaires pour ce poste.
À partir de cette prise de position, Sophie Montel considère avoir été isolée au sein du groupe FN. C'est alors la députée Dominique Bilde qui a embauché Huguette Fatna. Cette dernière récuse ces allégations : « Comme je suis très proche de Marine Le Pen, Sophie Montel s'attaque à elle en passant par moi ». Concernant une autre députée du FN, Sophie Montel affirme l'avoir vue en larmes car mise en cause dans l'enquête administrative européenne, or elle n'avait jamais vu son assistant désigné par le parti. Afin de la soutenir financièrement, après la retenue sur ses indemnités d'élu, son mari a été embauché en tant qu'assistant parlementaire d'un autre député frontiste. Par ailleurs, les policiers ont présenté à Sophie Montel une liste d'une trentaine d'assistants parlementaires susceptibles d'avoir occupé des emplois fictifs. Elle a confirmé pour une dizaine d'entre eux la réalité d'un travail d'assistant parlementaire.

## Conséquences

### Politiques
En 2017, Marine Le Pen et le Front national sont inquiétés dans cette affaire, dans l'affaire Jeanne, et dans quatre autres dossiers. Lors de l’élection présidentielle, également marquée par l’affaire Fillon, les intentions de vote de la candidate FN semblent indiquer que ses électeurs ne tiennent pas compte de ces affaires, contrairement à ceux du candidat de droite.
Marine Le Pen est reconnue coupable et condamnée, en mars 2025, à 4 ans de prison dont 2 ans ferme sous bracelet électronique, ainsi qu'à 100 000 euros d'amende et à 5 ans d'inéligibilité avec exécution provisoire. Cette dernière condamnation l'empêchera de se présenter à des élections jusqu'en 2030, dont l'élection présidentielle de 2027 et les prochaines élections législatives. Elle décide de faire appel de la décision.

### Financières

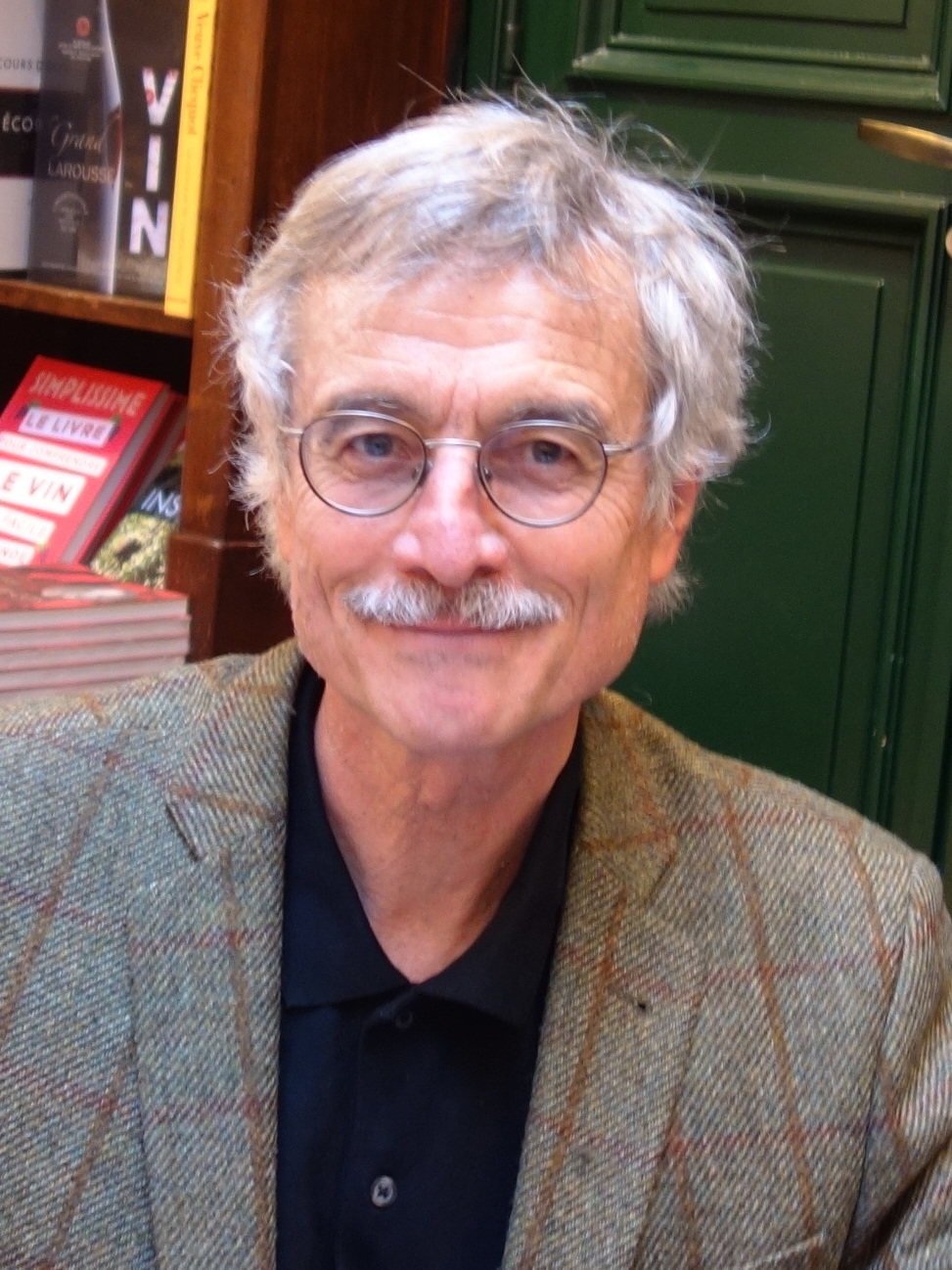
Renaud van Ruymbeke en 2021.

Le 28 juin 2018, les juges d'instruction financiers chargés de l’enquête sur les soupçons d’emplois fictifs au Parlement européen demandent la saisie de deux millions d'euros d'aide publique due au Rassemblement national (il touche chaque année 4,5 millions d’euros, basés sur ses résultats aux élections législatives de 2017). Les juges Renaud Van Ruymbeke et Claire Thépaut justifient cette décision en invoquant l'endettement du Rassemblement, la subvention pouvant rembourser des emprunts et être donc indisponible. Le Rassemblement national, dénonçant les risques de banqueroute du parti, a déposé un recours. Après examen de celui-ci le lundi 6 août, les magistrats de la chambre de l'instruction de la cour d'appel de Paris rendront leur décision le 26 septembre. Wallerand de Saint-Just, trésorier du parti, annonce que les salaires et les cotisations sociales ne pourront pas être payés fin septembre.
Afin de pallier la saisie des deux millions d'euros, Marine Le Pen a lancé un appel aux dons, ce qui a permis de récolter 500 000 euros. Pour l'universitaire Abel François, spécialiste du financement de la vie politique : « Dans l’absolu, c’est une belle bouée, mais par rapport aux voix remportées à la présidentielle, ou à ce que d’autres partis peuvent lever, c’est peu ».
Le 26 septembre 2018, la cour d'appel de Paris — qui valide l'ordonnance « dans son principe » mais tient compte des difficultés financières du parti — se prononce sur le recours introduit par le RN en réduisant le montant de la saisie à un million d’euros.
En mars 2025, le parti du Rassemblement national (RN) est condamné à deux millions d'euros d'amende, dont un million ferme, ainsi que la confiscation d'un million d'euros saisis pendant l'instruction. Marine Le Pen et Nicolas Crochet, (expert-comptable) sont condamnés chacun à 100 000 euros d'amende, Bruno Gollnisch est condamné à 50 000 euros, Fernand Le Rachinel à 15 000 euros, Charles Van Houtte (qui assurait la gestion centralisée des contrats d'assistants parlementaires) à 5 000 euros, et enfin Mylène Troszczynski et Marie-Christine Arnautu à 800 euros,.

### Menaces sur magistrats
En janvier 2025, le parquet de Paris lance une enquête après des menaces envers une juge et deux procureurs chargés de l'affaire sur le site internet d'extrême droite Riposte laïque. Des menaces de mort et une photographie de la procureure ont été postées dans la partie commentaires des articles qui traitent de l'affaire judiciaire,.
Les magistrats ayant rendu le jugement le 31 mars 2025, condamnant Marine Le Pen et d'autres membres du RN, sont menacés nommément. Des instances juridiques et plusieurs personnalités politiques les soutiennent dont le ministre de la Justice, Gérald Darmanin, qui indique : « Les menaces proférées contre les magistrats du Tribunal judiciaire de Paris sont inacceptables dans une démocratie et préoccupantes pour l’indépendance de l’autorité judiciaire ». Alors que Marine Le Pen et ses proches accusent la présidente du tribunal de vouloir l'empêcher de se présenter à l'élection présidentielle de 2027.
Marie-Suzanne Le Quéau, procureure générale près la cour d'appel de Paris, indique le 3 avril 2025 que cinq auteurs de ces menaces sont identifiés et qu'ils seront jugés.

## Réactions politiques

### Intérieures
En janvier 2025, le Premier ministre François Bayrou juge « injuste » l’accusation de détournement de fonds européens, qui concerne des membres du RN et de son propre parti le Mouvement démocrate. Il trouve « très dérangeant » une éventuelle inéligibilité de Marine Le Pen, avec une application immédiate de cette peine. Par ailleurs, il considère que des membres du Mouvement démocrate (MoDem) ont été « condamnés injustement » dans une affaire similaire impliquant des députés européens du MoDem,. Après la condamnation de Marine Le Pen, Bayrou se dit « troublé » par le verdict,.
Jordan Bardella dénonce la condamnation de Le Pen comme étant une atteinte à la démocratie,, et appelle à une « mobilisation populaire et pacifique »,. Il fait un parallèle entre cette condamnation et l'invalidité de la candidature de Călin Georgescu prononcée par la Cour constitutionnelle de Roumanie lors de l'élection présidentielle roumaine de 2024,,.
Si au sein de l'opposition de gauche, la majorité des formations politiques défend le jugement comme étant une preuve d'un système judiciaire fonctionnel, La France insoumise (LFI) dit « [refuser] par principe que le recours soit impossible pour un justiciable quel qu’il soit »,,.
Emmanuel Macron intervient le 2 avril lors du Conseil des ministres pour rappeler l'indépendance de l'autorité judiciaire, la nécessité de protéger et respecter les magistrats, et le droit au recours pour tous les justiciables,.
Le 6 avril, le RN organise une manifestation dans les rues de Paris, au sujet de laquelle Jordan Bardella dément un « coup de force » du parti pour influencer la justice et explique qu'elle a pour but de « sauver la démocratie ». Les figures de Jésus-Christ et Martin Luther King sont invoquées par plusieurs intervenants, en comparaison avec la situation des condamnés,. 7 000 personnes participent à la manifestation selon les estimations de la police. Pour Luc Rouban, chercheur du CNRS, cette radicalisation détruit la stratégie de normalisation construite depuis plusieurs années.
En réponse au rassemblement du RN, LFI et Les Écologistes organisent une contre-manifestation pour défendre l'État de droit et dénoncer les attaques du RN contre l'institution judiciaire, qui attire 5 000 personnes selon les estimations de la police, tandis que lors d'un meeting de Renaissance, Gabriel Attal s'exprime également pour défendre l'État de droit,.
Le 12 avril, à l'appel d'une trentaine d'organisations dont SOS Racisme, France terre d'asile, la Ligue des droits de l'homme et les syndicats Confédération générale du travail et Solidaires, des manifestations sont organisées dans plusieurs villes françaises pour défendre la démocratie et l'État de droit. Ces rassemblements ne mobilisent que faiblement, avec quelques centaines de participants dans les plus grandes villes.

### Internationales
La condamnation de Marine Le Pen provoque également de vives réactions au sein de l'extrême droite européenne. Plusieurs dirigeants nationalistes européens, notamment Geert Wilders, Matteo Salvini, Viktor Orbán, Robert Winnicki, Tom Van Grieken et Santiago Abascal, expriment leur solidarité avec Le Pen et condamnent le verdict,,.
Des soutiens viennent également de Dmitri Peskov, porte-parole du Kremlin,,, d'Amichai Chikli, ministre israélien des Affaires de la diaspora et de l'ancien président brésilien Jair Bolsonaro,.
Aux États-Unis, le président américain Donald Trump réagit à cette condamnation en établissant un parallèle avec ses propres affaires judiciaires,, il appelle à la libération de Marine Le Pen alors que celle-ci n'est pas emprisonnée : « La chasse aux sorcières contre Marine Le Pen est un autre exemple de la façon dont la gauche européenne utilise la guerre juridique pour museler la liberté d'expression et censurer son adversaire politique, allant même jusqu'à l'emprisonner ». Pour sa part, le Département d'État américain exprime son inquiétude concernant « l'exclusion de personnes du processus politique »,. De même Elon Musk lui apporte son soutien,.
La famille de Martin Luther King Jr. dénonce l'insinuation répetée par Le Pen que sa condamnation est comparable à la discrimination raciale aux États-Unis contre laquelle King a mené combat.